# ديفيد ريس
ديفيد ريس (بالإنجليزية: David Reis) هو سياسي أمريكي، ولد في 15 سبتمبر 1964 في أولني في الولايات المتحدة. حزبياً، نشط في الحزب الجمهوري. وقد انتخب عضو مجلس نواب إلينوي.

## وصلات خارجية
- الموقع الرسمي